# Adolf Kallenborn
Adolf Kallenborn (* 9. März 1929; † 14. April 2008) war ein deutscher Fußballspieler, der bei Hamborn 07, dem 1. FC Nürnberg und Kickers Offenbach von 1948 bis 1958 in der Fußball-Oberliga West beziehungsweise Oberliga Süd insgesamt 156 Oberligaspiele absolviert und 40 Tore erzielt hat. Der im damals praktizierten WM-System als Linksaußen, linker Verbinder oder linker Außenläufer eingesetzte Offensivspieler hat 1951 mit Nürnberg und 1955 mit Offenbach jeweils die Meisterschaft in der Oberliga Süd gewonnen. Für den 1. FC Nürnberg hat er in den zwei Endrunden um die deutsche Fußballmeisterschaft 1951 und 1952 alle 12 Gruppenspiele absolviert und sechs Tore erzielt.

## Laufbahn
Als die Schwarz-Gelben, im Schatten der August-Thyssen-Hütte spielenden Akteure von Hamborn 07, unter Trainer Anton Kugler mit den Leistungsträgern Ernst Rupieta und den Gebrüdern Bernd und Max Oles in der Saison 1948/49 in der Oberliga West den 6. Rang erreichten, hatte der 20-jährige Flügelstürmer Adolf Kallenborn im April 1949 seinen Einstand mit drei Ligaeinsätzen in der Oberliga West gegeben. Er lief bei den Spielen gegen Fortuna Düsseldorf (3:0), RW Essen (0:3) und RW Oberhausen jeweils als Linksaußen auf. In seinem zweiten Oberligajahr, 1949/50, belegten die Hamborner „Löwen“ unter Trainer Paul Zielinski den 9. Rang. Der kampfstarke, wendige und abschlusssfreudige Flügelstürmer hatte alle 30 Ligaspiele an der Seite von Halbstürmer Adolf Schönborn bestritten und sich mit seinen 15 Treffern unter die besten Torjäger im Westen eingereiht. Im Lexikon über den Revier-Fußball von Ralf Piorr wird der Hamborner auf Linksaußen im Angriff des Revier-Teams der Saison 1949/50 an der Seite von Herbert Erdmann, Alfred Preißler, Willi Koll und Hans Kleina aufgeführt. Seine imponierende Rundenleistung brachte Kallenborn ein Vertragsangebot des 1. FC Nürnberg aus der Oberliga Süd ein und der Linksaußen wechselte zur Saison 1950/51 ins Frankenland zum „Club“.
Hier schlug der Mann aus Hamborn sofort gut ein. Der stämmige und durchschlagskräftige Stürmer wurde schnell unter Trainer Hans „Bumbes“ Schmidt zu Nürnbergs neuen Linksaußen und Publikumsliebling. Da auch der weitere Neuzugang Otto Brenzke von der SpVgg Fürth überzeugte und Max Morlock mit 28 Treffern sich die Torjägerkrone im Süden sicherte, gewann der „Club“ mit zwei Punkten Vorsprung vor den Grün-Weißen aus Fürth die Meisterschaft im Süden. Kallenborn hatte in 21 Ligaeinsätzen sechs Tore beigesteuert. Durch seine Kraft und Schnelligkeit, seine Ballführung, seinen sicheren Blick für freie Gassen und seinen gesunden Schuss hatte er sich auch in der Rückrunde in die Süddeutsche Auswahl gespielt. In seiner Heimat Duisburg, am 18. März 1951, traf die Auswahl von Westdeutschland auf Süddeutschland und verlor mit 0:4. Der Angriff des Südens war mit Helmut Herbolsheimer, Morlock, Horst Schade, Max Appis und Kallenborn besetzt gewesen und der Linksaußen hatte einen Treffer erzielt. Auch in der Endrunde um die deutsche Fußballmeisterschaft hatte der Mann am linken Flügel in der Gruppenphase gegen Preußen Münster, Tennis Borussia Berlin und den Hamburger SV überzeugende Auftritte abgeliefert. Beim 3:2-Auswärtserfolg bei den „Veilchen“ in Berlin erzielte er vor 80.000 Zuschauern im Olympiastadion in der 69. Spielminute den Siegtreffer und beim abschließenden Gruppenspiel am 10. Juni 1951 beim Heimspiel gegen den Hamburger SV, brachte er den „Club“ in der ersten Halbzeit mit einem Hattrick mit 3:0 in Führung, ehe Konrad Winterstein noch vor dem Halbzeitpfiff auf 4:0 erhöhte. Da die punktgleichen Preußen aus Münster bei Tennis Borussia zur Halbzeit mit 1:2 zurücklagen, schonte sich der Südmeister für das sicher geglaubte Endspiel. „Bumbes“ Schmidt hatte in der Kabine die entsprechende Devise ausgegeben: „Lasst es ruhig angehen. Gebt Acht, dass sich keiner verletzt.“ Am Ende hieß es 4:1 für den „Club“, und in der Kabine feierte man schon den Einzug in das Endspiel – zu früh. Langsam sickerten die Neuigkeiten aus Berlin durch: Preußen Münster hatte in Berlin mit 8:2 gewonnen, sechs Tore davon in den letzten 18 Minuten geschossen. Damit standen die Münsteraner dank des besseren Torverhältnisses im Finale. Es zählte bei Punktgleichheit das Divisionsverfahren, also geschossene Tore geteilt durch Gegentore. Münster hatte bei 22:16 Toren einen Torquotienten von 1,375, der Club bei 17:13 nur von 1,308. Knapp sieben Hundertstel entschieden über die Teilnahme am Endspiel. Die Clubspieler waren wie vor den Kopf gestoßen; bei der Bewältigung der Enttäuschung halfen Kallenborn auch nicht seine sechs Treffer in sechs Endrundenspielen. 
In der folgenden Runde 1951/52 führten Kallenborn und Kollegen bis zum letzten Spieltag, den 6. April 1952, mit einem Punkt Vorsprung vor dem VfB Stuttgart die Tabelle an. Zu Weihnachten 1951 hatte Kallenborn mit Nürnberg eine Spanienreise mit Spielen gegen Atletico Bilbao (4:2) und dem FC Barcelona (2:0) erlebt. Am Rundenschlusstag trafen die zwei Meisterschaftskonkurrenten vor 72.000 Zuschauern in Stuttgart aufeinander. Zur Halbzeit stand es 0:0 und der Club wäre als Meister in die Endrunde eingezogen; in der zweiten Halbzeit setzte sich das VfB-Team von Trainer Georg Wurzer aber mit 2:0 durch und Kallenborn und seine Mannschaftskollegen mussten sich mit der Vizemeisterschaft begnügen. In 27 Punktspielen hatte der Mann aus Hamborn drei Tore erzielt und sich während der Saison auch in einigen Einsätzen als linker Außenläufer bewährt. In der Endrunde 1952 scheiterten die Franken am 1. FC Saarbrücken mit einem Punkt Rückstand; die Saarländer zogen in das Finale gegen den VfB Stuttgart ein, wo sich die Schwaben aber die Meisterschale sicherten. Kallenborn hatte mit Gerhard Bergner und Gunther Baumann in den sechs Spielen der Endrunde die Läuferreihe gebildet. Im dritten Jahr, 1952/53, zog er sich im Winter einen Bänderriss im Knie zu und viel monatelang aus. Er konnte in 18 Ligaeinsätzen drei Tore erzielen und der Club fiel unter Trainer Anton „Toni“ Kugler auf den 8. Rang zurück. Im Mai 1953 ging er mit dem Club auf eine dreiwöchige USA-Reise. 
Für die Saison 1953/54 verpflichtete Nürnberg Torjäger Horst Schade vom Lokalrivalen Spielvereinigung Fürth und wollte wieder in das Meisterschaftsrennen eingreifen. Für Kallenborn wurde es eine schlechte Saison; unter Trainer Alv Riemke kam er lediglich auf vier Oberligaeinsätze. Danach unterschrieb er zur Saison 1954/55 bei Kickers Offenbach einen neuen Vertrag und wechselte in die Lederstadt nach Hessen. Bei den Kickers gewann er unter Trainer Paul Oßwald die Meisterschaft und zog mit dem OFC im DFB-Pokal in das Halbfinale ein. Wirklich glücklich wurde er am Bieberer Berg aber nicht, er kam lediglich auf 10 Rundeneinsätze, in denen er vier Tore erzielte. Trainer Oßwald setzte konsequent auf die Angriffsbesetzung mit Engelbert Kraus, Gerhard Kaufhold, Helmut Preisendörfer, Ernst Wade und Willi Weber, so dass Kallenborn zumeist als Ersatz für Wade (22-10) zum Einsatz gebracht wurde. Beim Pokalhalbfinale am 7. April 1955 stürmte er im Stadion am Zoo in Wuppertal gegen den FC Schalke 04 vor 28.000 Zuschauern auf Halblinks. Schalke setzte sich mit 2:1 durch, verlor aber das Finale am 21. Mai in Braunschweig mit 2:3 gegen den Karlsruher SC. Mit dem Einsatz im Nachholspiel am 1. Mai 1955 beim VfR Mannheim (1:3) verabschiedete sich Kallenborn von Offenbach und der Oberliga Süd, er kehrte zur Saison 1955/56 wieder zu seinem Heimatverein Hamborn 07 zurück, welcher gerade als Vizemeister der 2. Liga West, die Rückkehr in die Oberliga erreicht hatte.
Obwohl mit Stürmertalent Horst Jesih, Oldtimer Karl Hetzel und dem konstant zuverlässigen Walter Dongmann neben Kallenborn weitere leistungsstarke Spieler zur Verfügung gestanden hatten, konnte der Oberliga-Rückkehrer unter Trainer Elek Schwartz nicht den Klassenerhalt bewerkstelligen. Zwar startete Hamborn mit einem 4:0-Heimerfolg gegen den Wuppertaler SV in die Runde, nach der Hinrunde zierten die „Löwen“ aber bereits mit lediglich 7:23 Punkten den 15. und vorletzten Tabellenplatz. Am 30. Spieltag, den 29. April 1956, verabschiedete sich Hamborn 07 mit einer 1:2-Heimniederlage gegen den innerstädtischen Rivalen Duisburger SV, als Tabellenletzter aus der Oberliga. Heimkehrer Kallenborn hatte in 20 Ligaeinsätzen sechs Tore erzielt. Er feierte umgehend 1956/57 mit der Meisterschaft in der 2. Liga West die Oberligarückkehr – Kallenborn hatte in 21 Ligaspielen acht Tore erzielt –, aber auch im Weltmeisterschaftsjahr 1958 glückte erneut nicht der Klassenerhalt. Mit einem 1:1 beim DSV verabschiedete sich Hamborn mit Halbstürmer Kallenborn am 13. April 1958 aus der Oberliga West. Der zweifache süddeutsche Meisterspieler der Jahre 1951 und 1955, nahm nach dieser Runde Abschied vom Vertragsfußball; sein weiterer fußballerischer Weg ist nicht bekannt.
Bei Kirn und Natan wird in ihrer kleinen Fußball-Fibel aus dem Jahr 1958 folgendes zum Fußballer Adolf Kallenborn festgehalten: „Linksaußen, auch Halbstürmer. Hätte auf Grund seiner Veranlagung mehr erreichen müssen, verlor in jüngeren Jahren jedoch oft das Ziel aus den Augen.“